# Far de Portocolom
El Far de Portocolom es troba a la localitat de Portocolom, municipi de Felanitx, a l'illa de Mallorca. Fou inaugurat el 31 de desembre del 1863. La seva torre fa 25 metres i arriba a 42 m d'alçada sobre el nivell del mar.

## Història
La seva construcció s'inclou al Pla General de Balisament de les Costes i Ports d'Espanya del 1861. El 1918 s'augmenta la torre en 6,5 m per tal d'aconseguir un abast més gran i es canvia la llanterna primitiva per una altra cilíndrica de muntants inclinats. El 1965 el senyal va ser electrificat i per evitar interferències dels feixos lluminosos amb les edificacions properes, la torre s'allarga 10 metres més.